# Pontassieve
Pontassieve ist eine italienische Gemeinde in der Metropolitanstadt Florenz in der Toskana mit 20.171 Einwohnern (Stand 31. Dezember 2023).

## Geografie

Lage von Pontassieve in der Metropolitanstadt Florenz

Die Stadt liegt rund 15 km östlich der Provinz- und Regionalhauptstadt Florenz am Zusammenfluss von Arno und Sieve und ist Teil der Comunità montana Montagna Fiorentina.
Zu den Ortsteilen gehören Acone, Colognole, Doccia, Fornello, Le Falle, Le Sieci, Lubaco, Madonna del Sasso, Molino del Piano, Montebonello, Monteloro, Monterifrassine, Petroio, Podere Prato, San Martino, San Martino a Quona und Santa Brigida.
Die Nachbargemeinden sind Bagno a Ripoli, Borgo San Lorenzo, Dicomano, Fiesole, Pelago, Rignano sull’Arno, Rufina und Vicchio.
Die Höhenlage erstreckt sich von ca. 70 m s.l.m. (Arno bei Le Falle) bis 992 m s.l.m. (Monte Giovi).

## Geschichte
Der Name bedeutet Brücke über den Sieve. Diese Brücke verband Florenz mit dem Sievetal und hatte früher strategische Bedeutung. Sie wurde durch das Castello di San Michele Arcangelo geschützt, das auch den alten Stadtkern bildet. Drei der alten Tore sind erhalten.

## Sehenswürdigkeiten
- Die Brücke über die Sieve wurde 1555 gebaut. Sie ruht auf Steinpfeilern, die Bögen bestehen aus Ziegeln.
- Der Uhrturm, ein Teil der Befestigung aus dem 14. Jahrhundert.
- Der Palazzo Sansoni Trombetta, heute das Rathaus, erbaut im 17.–19. Jahrhundert. Ein Saal ist mit Fresken von Ferdinando Folchi ausgemalt, die berühmte Heldinnen zeigen.
- Der nach Fabrizio De André benannte Parco Fluviale (Flusspark) dient auch als Ort für Veranstaltungen, wie Konzerte und Open-Air Kino.

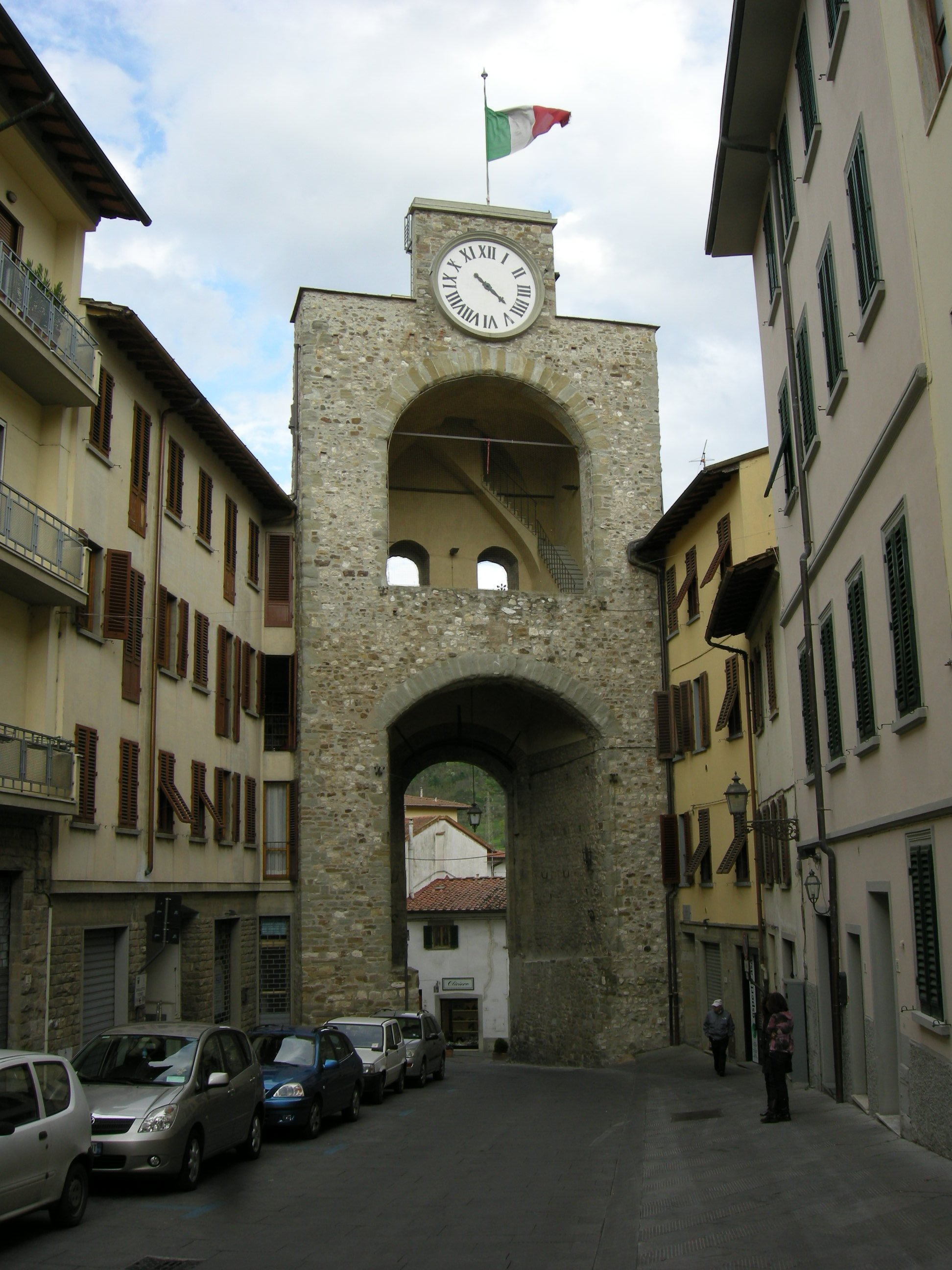
Porta Aretina
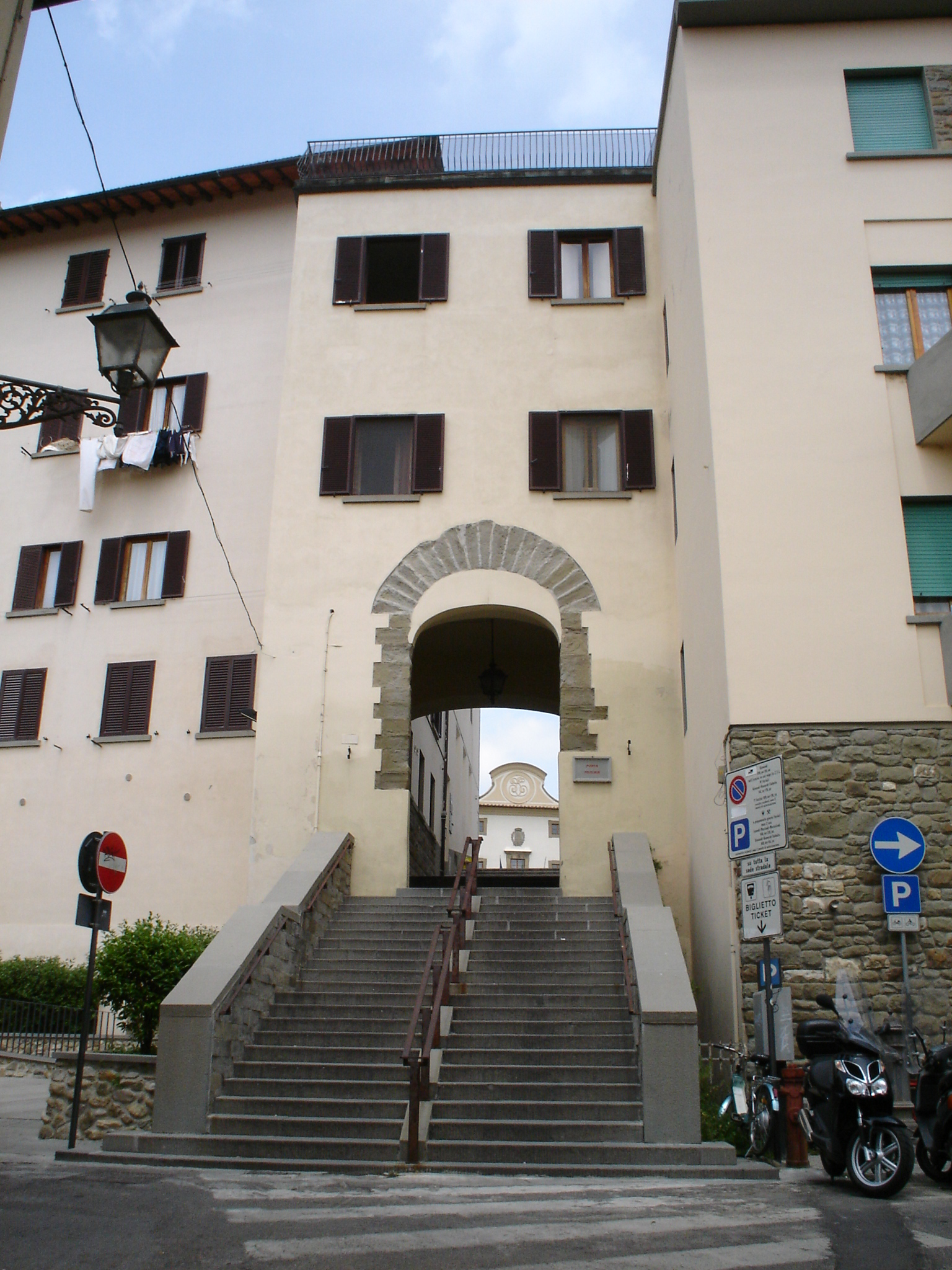
Porta Filicaia
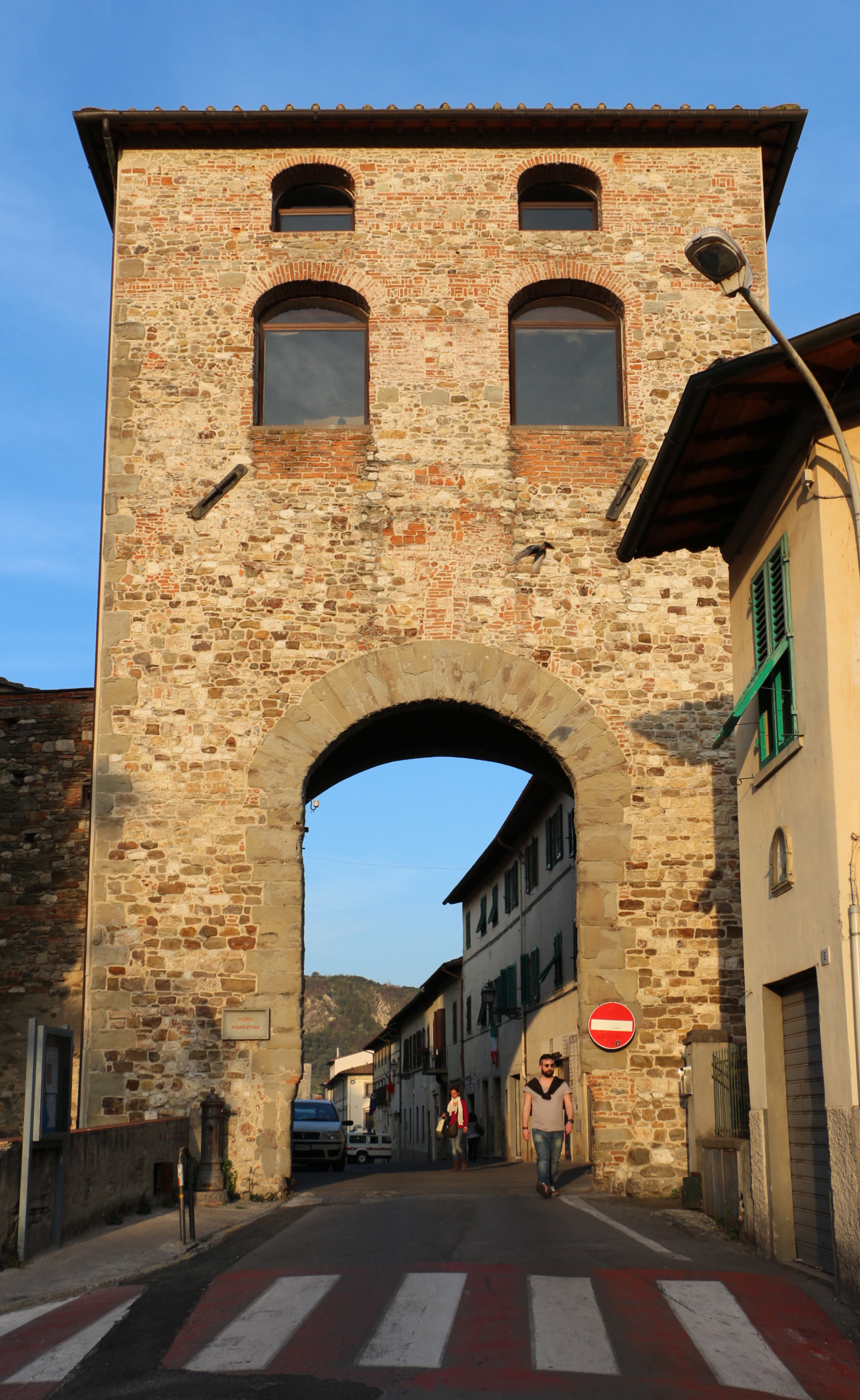
Porta Fiorentina
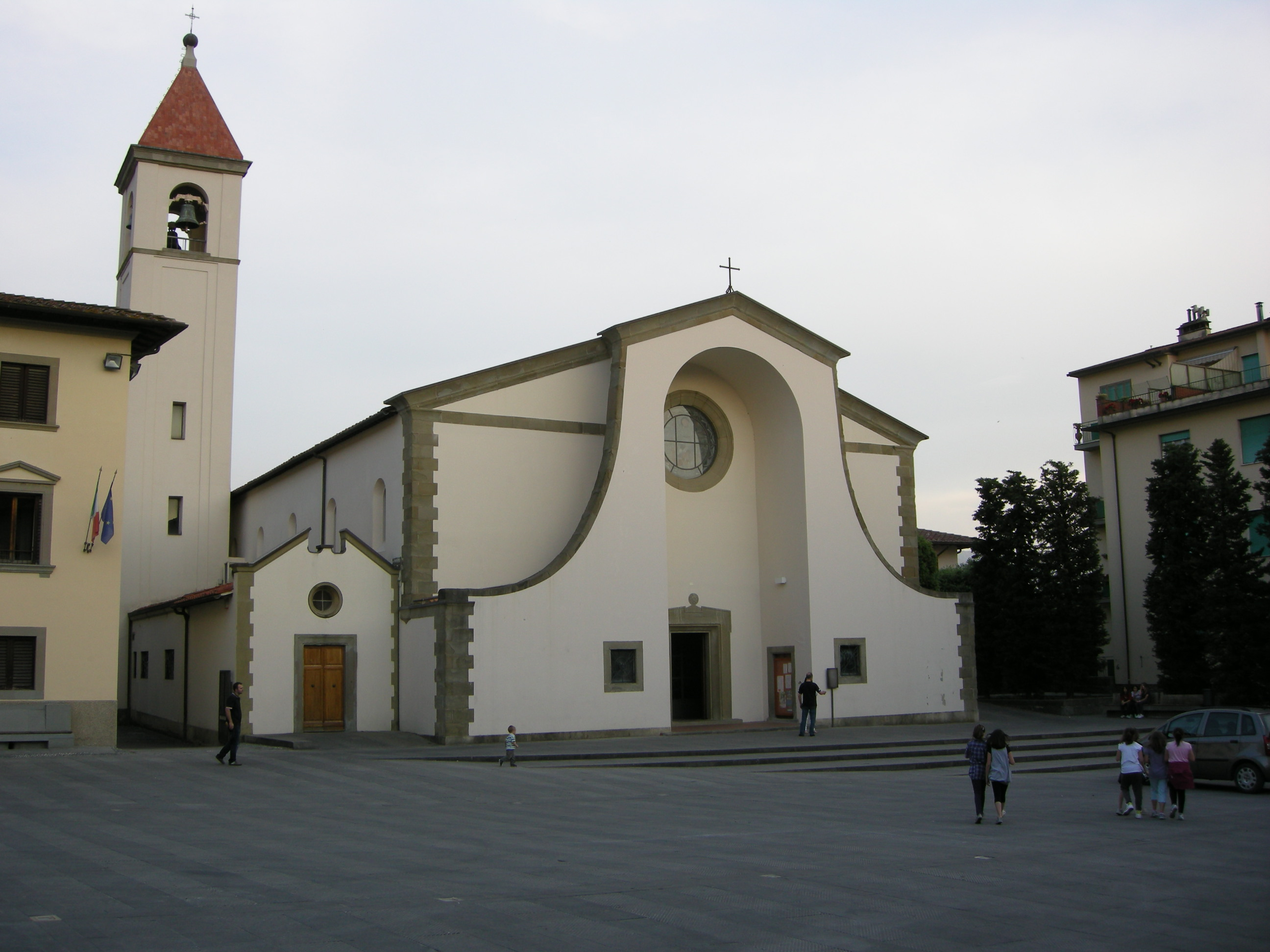
Chiesa di San Michele Arcangelo
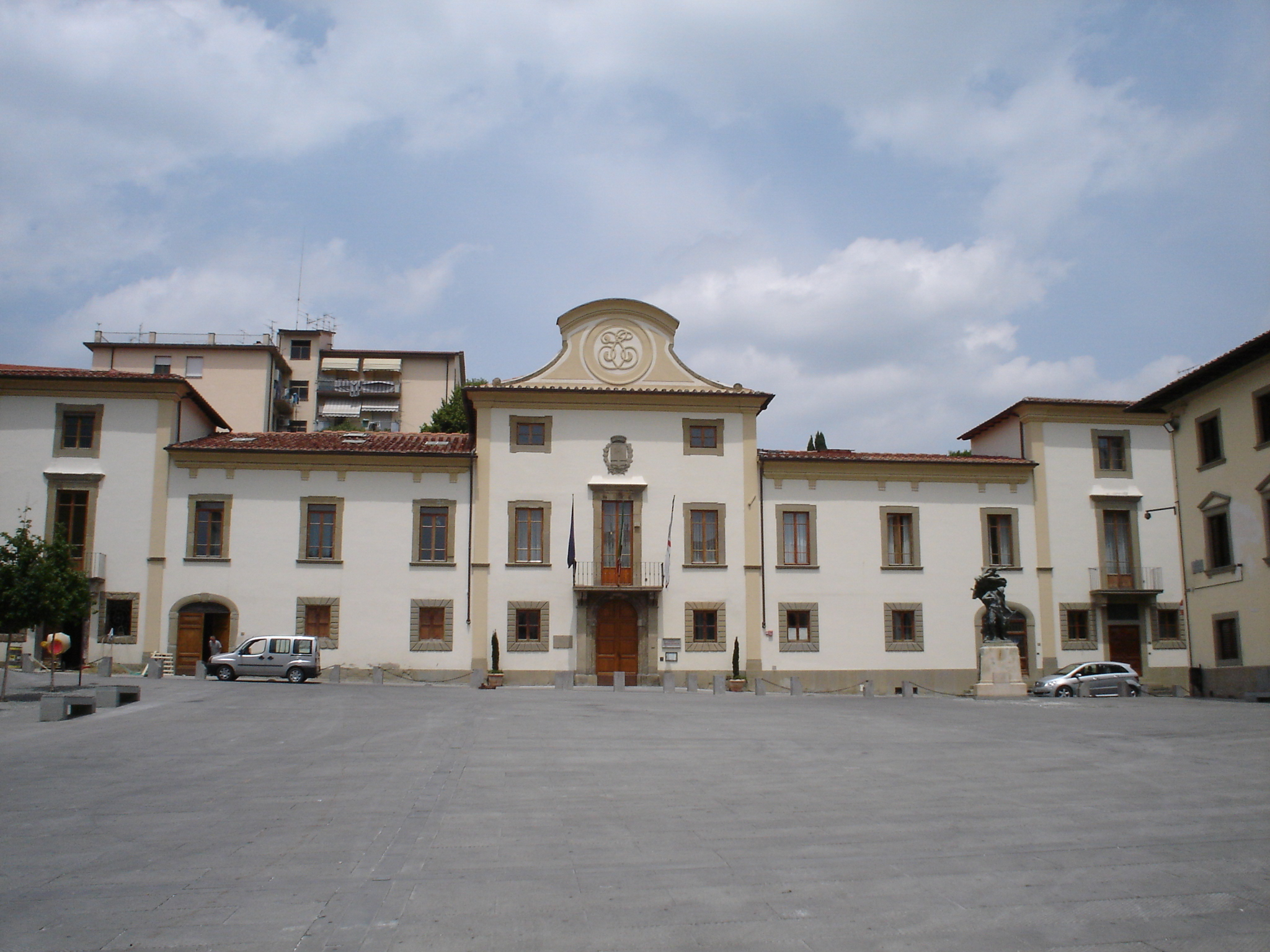
Das Rathaus

## Verkehr

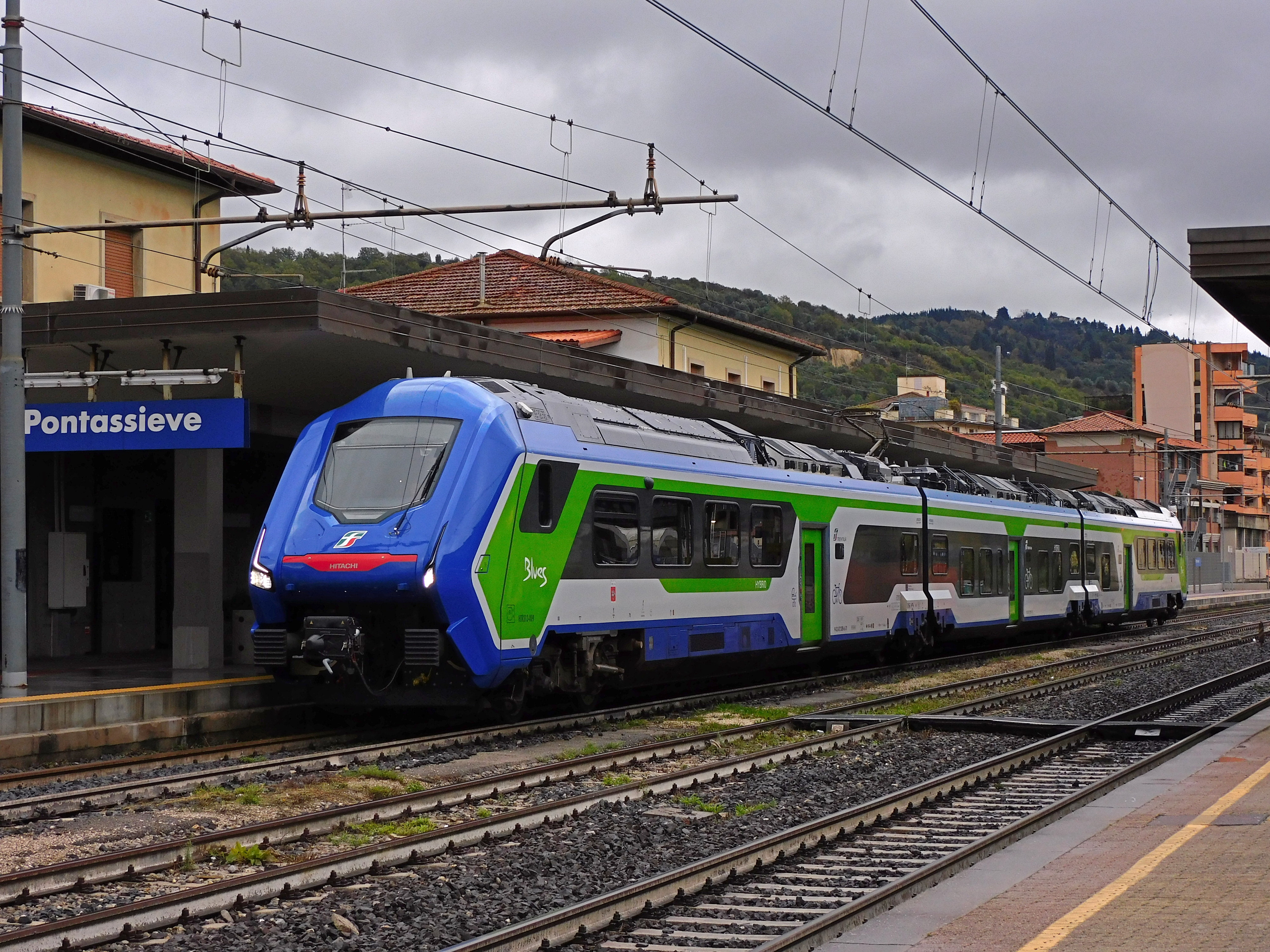
Bahnhof Pontassieve

Der Bahnhof von Pontassieve liegt an der Bahnstrecke Florenz–Rom.

## Städtepartnerschaften
Städtepartnerschaften gibt es mit folgenden Städten:
- Znojmo, Tschechien, seit Ende der 1960er Jahre
- Saint-Genis-Laval, Frankreich, seit 2000
- Griesheim, Deutschland, seit 2008

Pontassieve hat Freundschaftspakte mit folgenden Städten:
- Tifariti, Westsahara, seit 1987
- Belém, Brasilien, seit 2001